# Praxedis (heilige)
Praxedis (ook Praxedes, Rome, onbekend - Rome, onbekend, 2e eeuw) is een Romeinse martelares (mogelijk uit de periode van keizer Antoninus Pius (138-161)) en heilige in de Katholieke Kerk. Ze stamde uit een Romeins adellijk geslacht en wordt in de Katholieke Kerk vereerd als maagd. De Basilica di Santa Prassede te Rome is aan haar gewijd. Volgens de legende had ze een zuster Pudentiana, eveneens een martelares,
aan wie de Basilica di Santa Pudenziana te Rome is gewijd.